# Bahieae
Bahieae es una tribu de plantas con flores perteneciente a la subfamilia Asteroideae dentro de la familia Asteraceae. Tiene los siguientes géneros.
La tribu Bahieae se creó cuando se subdividió la antigua tribu Heliantheae, Cass., 1819, como consecuencia de estudios moleculares. Las nuevas tribus recibieron los nombres de Bahieae, Chaenactideae, Coreopsideae, Helenieae y, finalmente, Heliantheae (sensu stricto).

## Géneros
La tribu Bahieae comprende 20 géneros y unas 85 especies.
- Achyropappus  Kunth, 1818  (2 spp.)
- Amauriopsis Rydb., 1914  (6 spp.)[4]
- Apostates N.S.Lander, 1989 (1 sp. A.rapae (F. Brown) N.S.Lander)
- Bahia Lag., 1816 (circa 10 spp.)
- Bartlettia A.Gray, 1855 (1 sp. B.scaposa  A.Gray )
- Chaetymenia Hook. & Arn., 1838 (1 sp. C.peduncularis  Hook. & Arn.)
- Chamaechaenactis Rydb., 1906 (1 sp. C.scaposa  (Eastw.) Rydb. )
- Espejoa DC., 1836 (1 sp. E.mexicana  DC. )
- Florestina Cass., 1817 (circa 8 spp.)
- Holoschkuhria H.Rob., 2002 (1 sp. H.tetramera  H.Rob. )
- Hymenopappus L’Her., 1788 (circa 14 spp.)
- Hymenothrix  A.Gray, 1849 (4 spp.)
- Hypericophyllum Steetz, 1864 (7 spp.)
- Loxothysanus B.L.Rob., 1907 (2 spp.)
- Palafoxia Lag., 1816 (12 spp.)
- Peucephyllum A.Gray, 1859 (1 sp. P.schottii  A.Gray )
- Platyschkuhria Rydb., 1906 (1 sp. P.integrifolia  Rydb. )
- Psathyrotopsis  Rydb., 1927 (3 spp.)
- Schkuhria Roth, 1797 (6 spp.)
- Thymopsis Benth., 1873 (2 spp.)

## Algunas especies

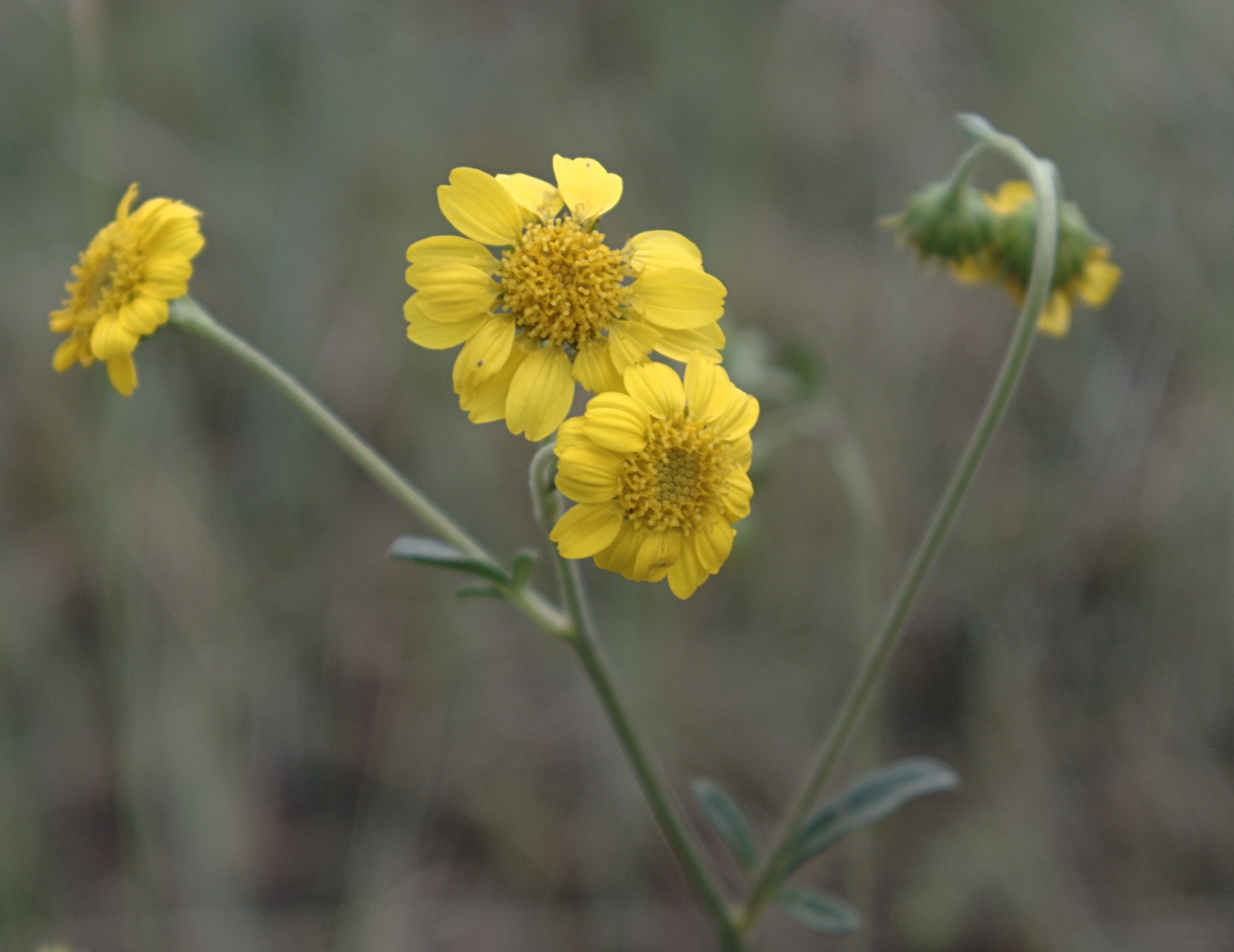
Amauriopsis dissecta
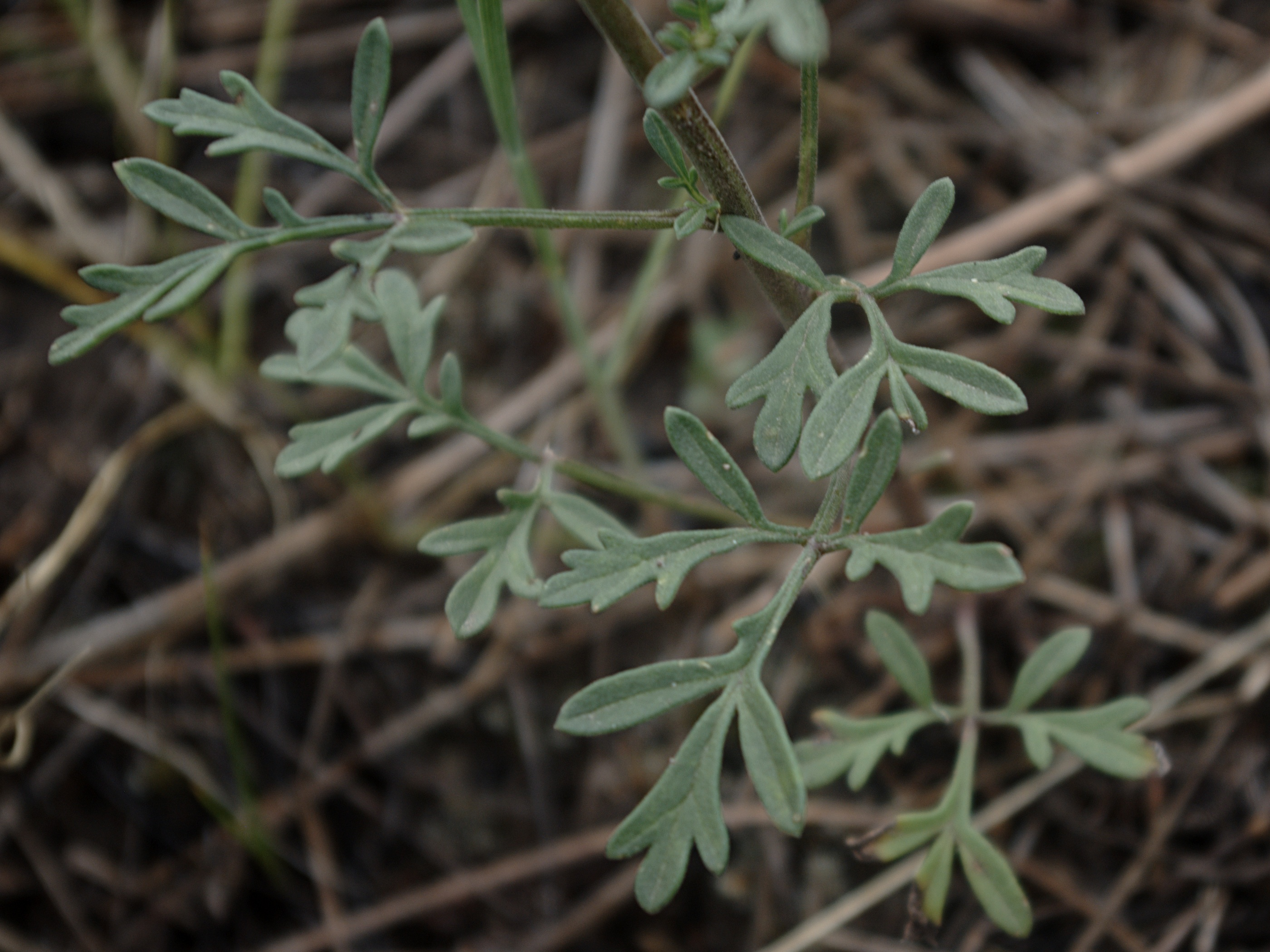
Amauriopsis dissecta (hojas 3-pinnadas)
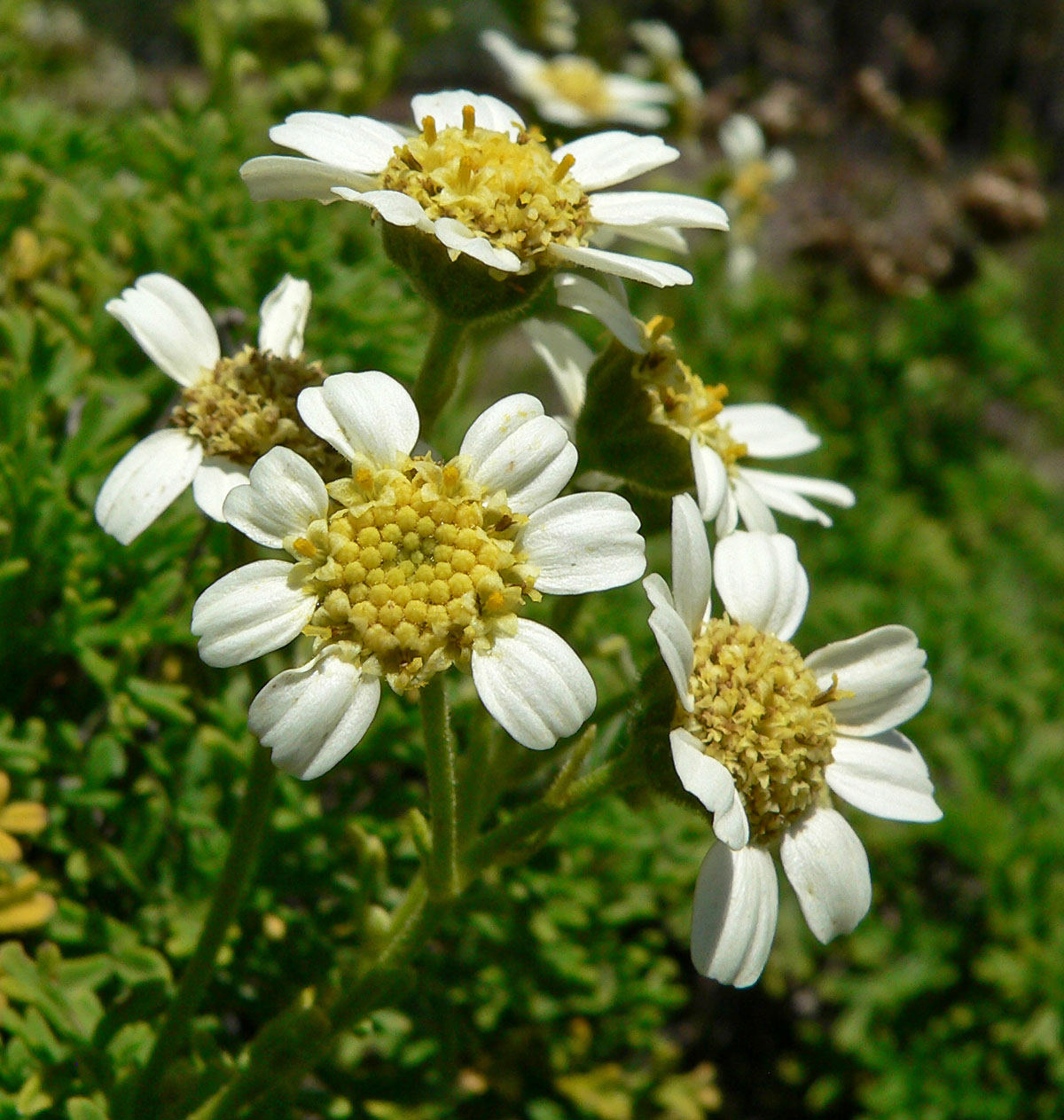
Bahia ambrosioides
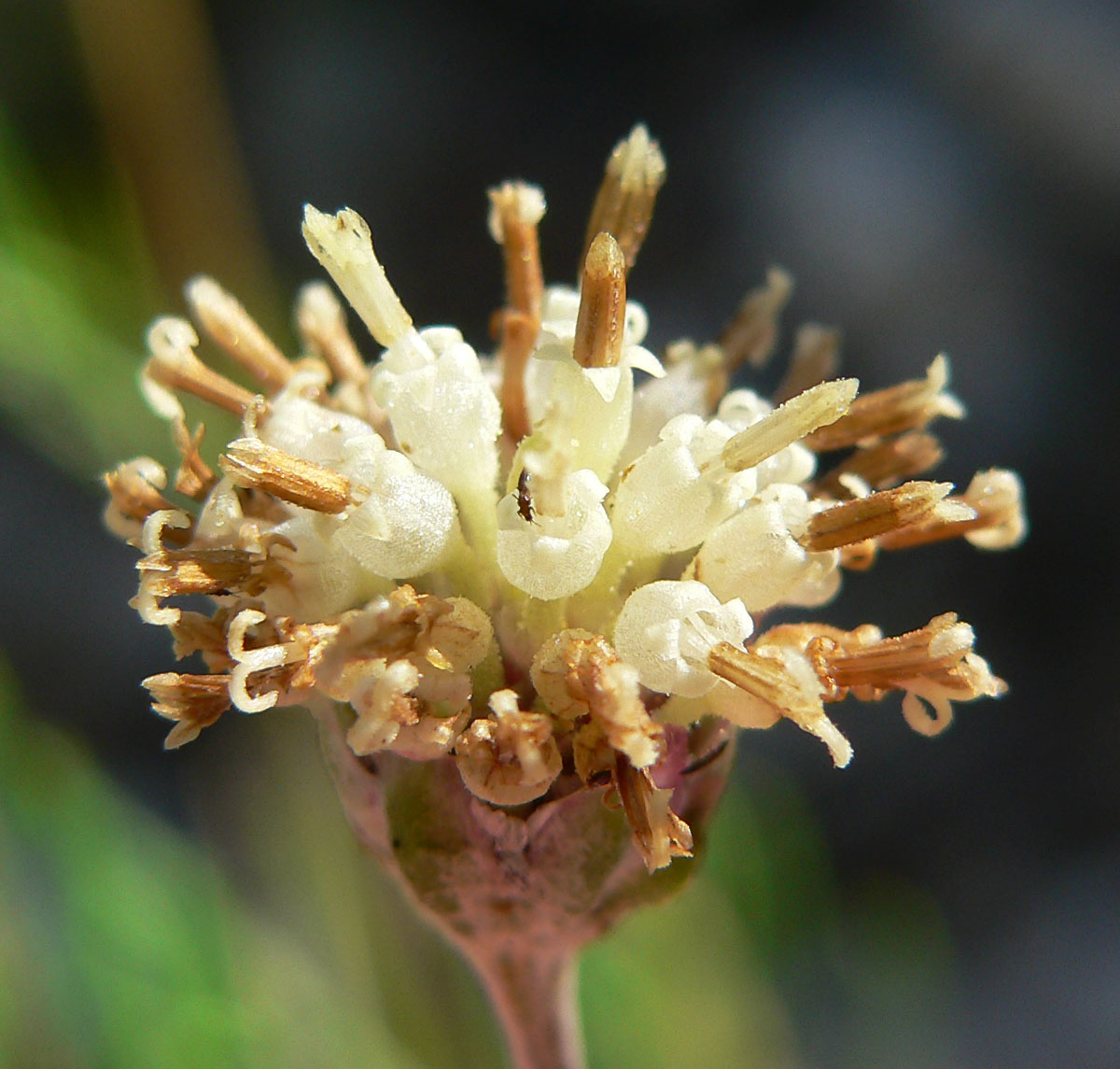
Hymenopappus filifolius
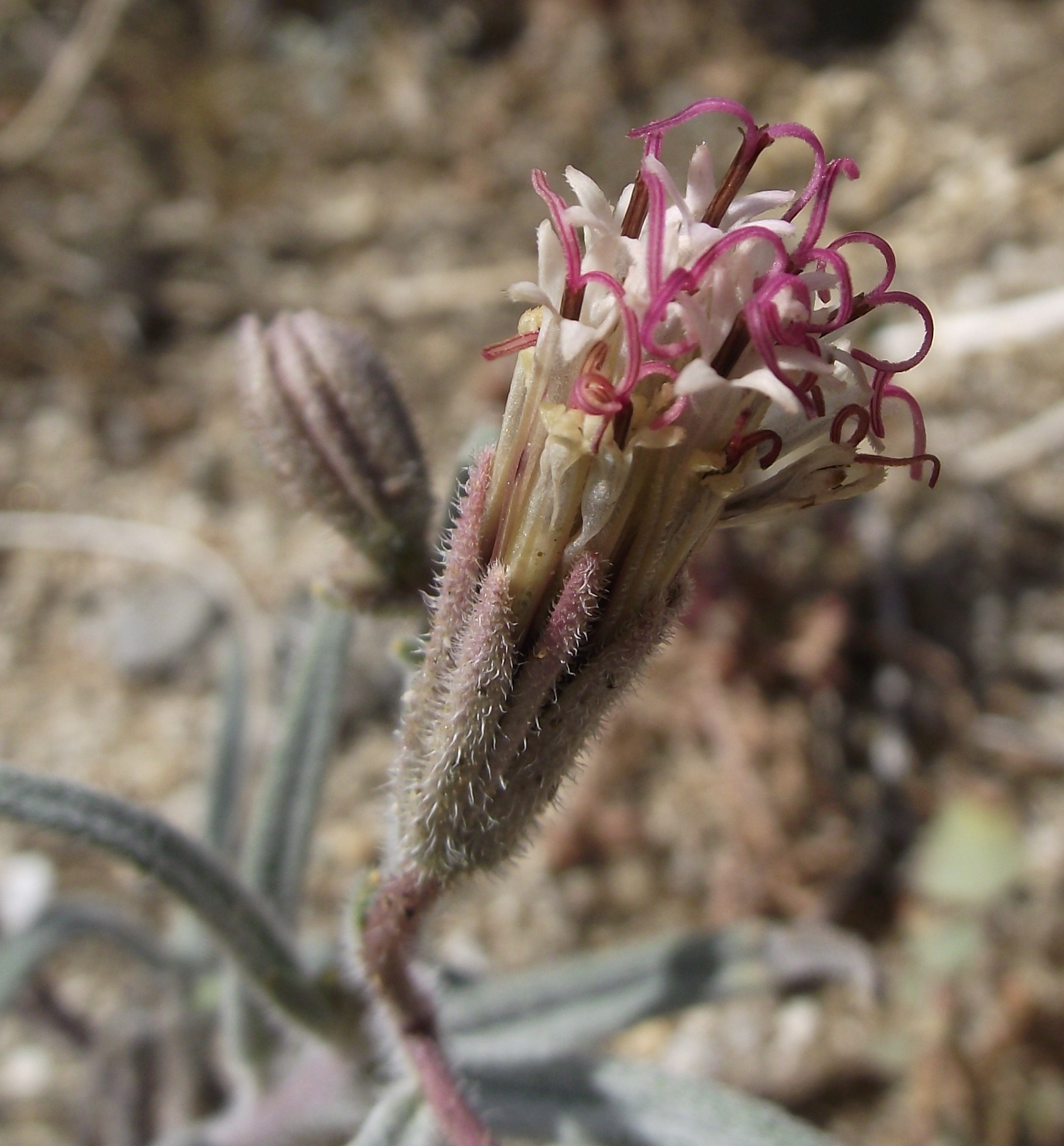
Palafoxia arida
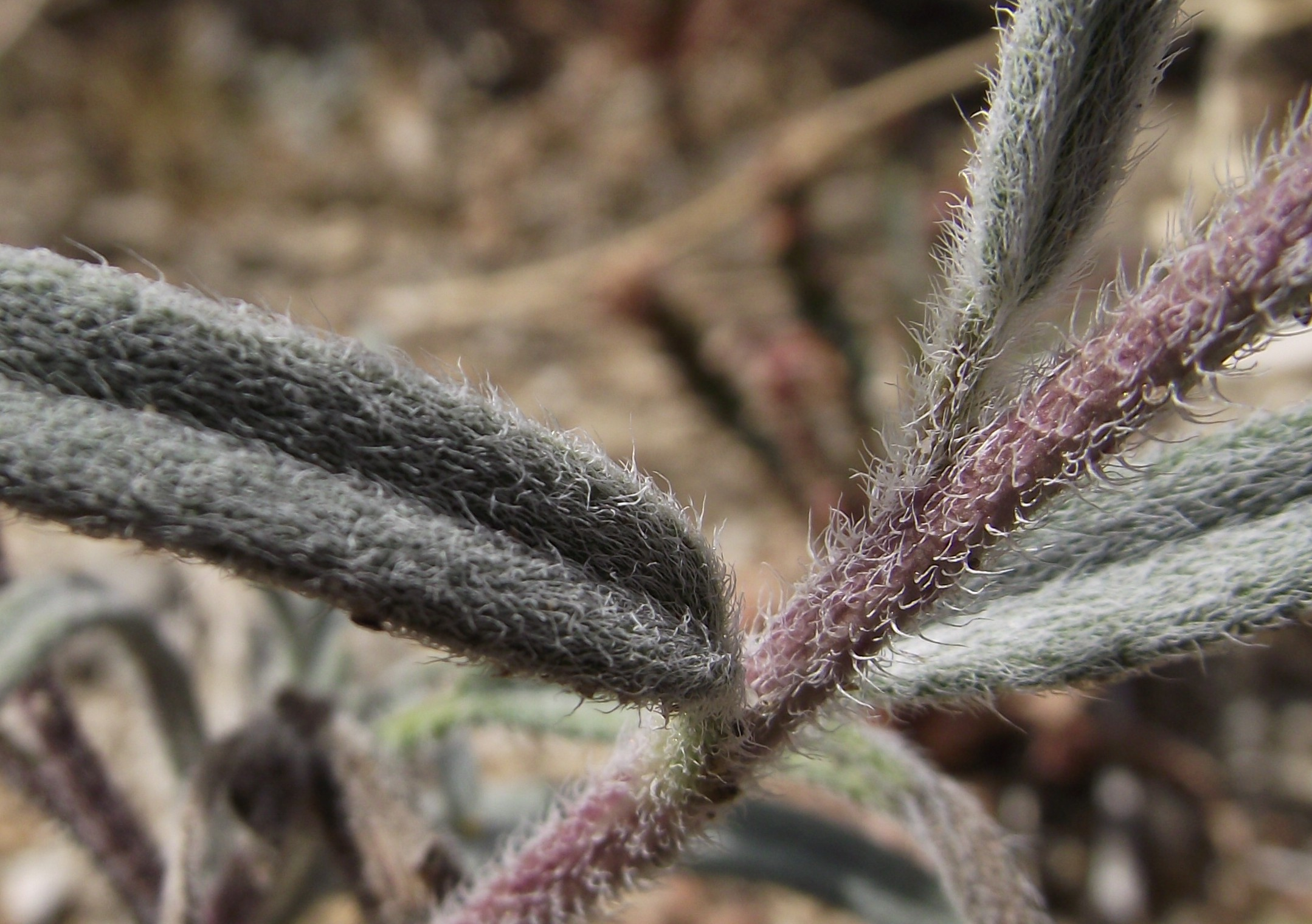
Palafoxia arida (foglie)
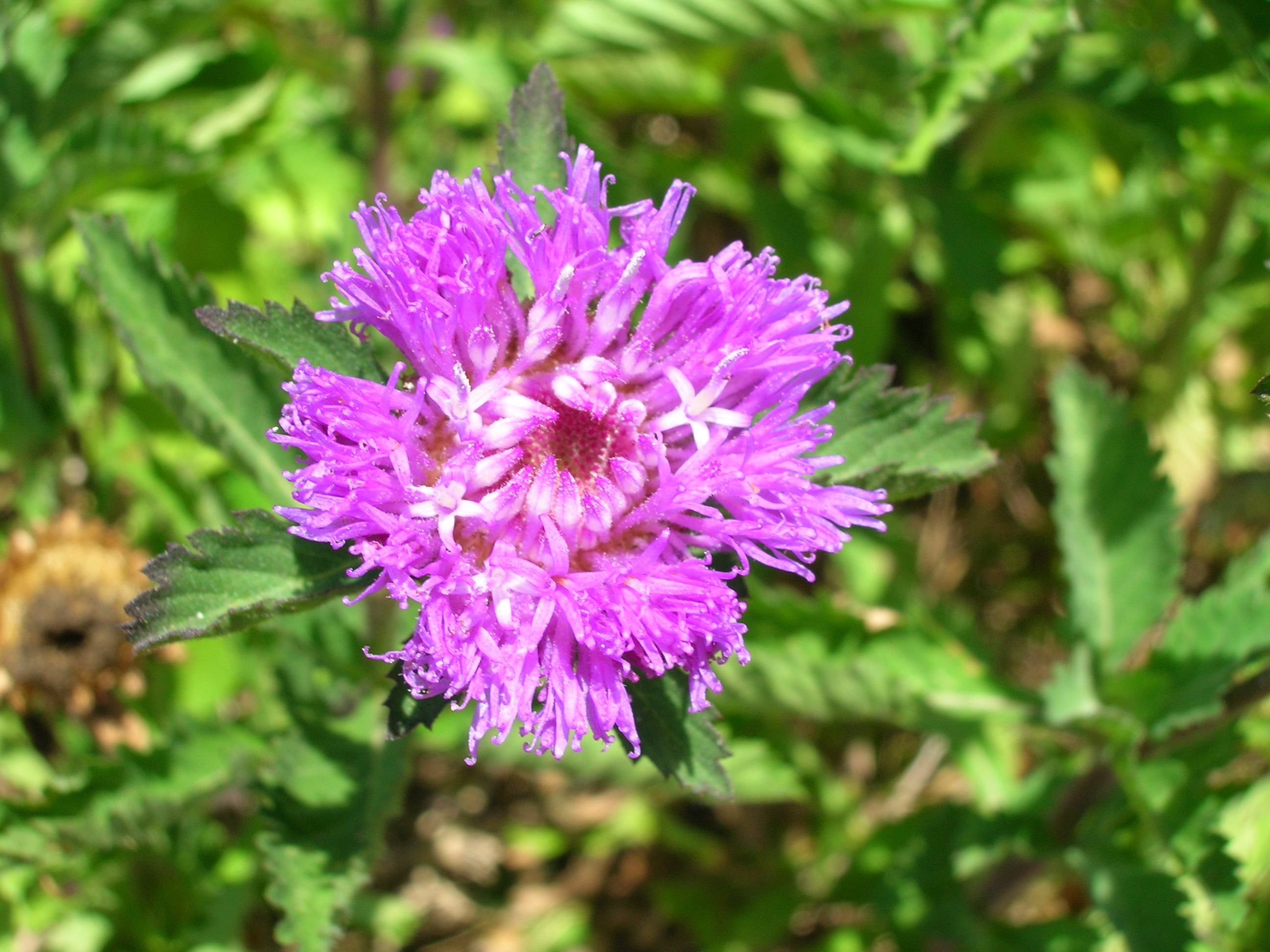
Palafoxia callosa
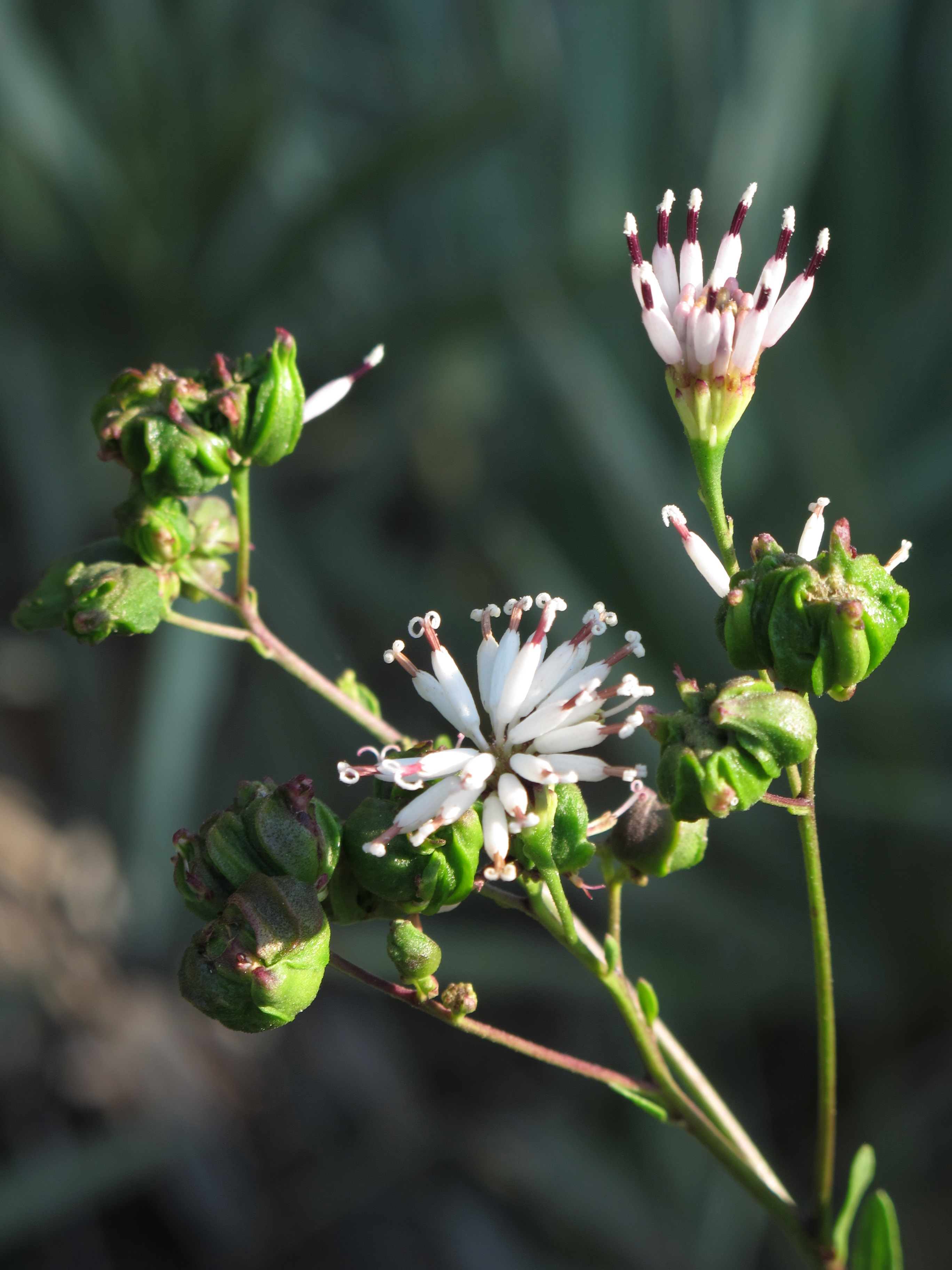
Palafoxia feayi
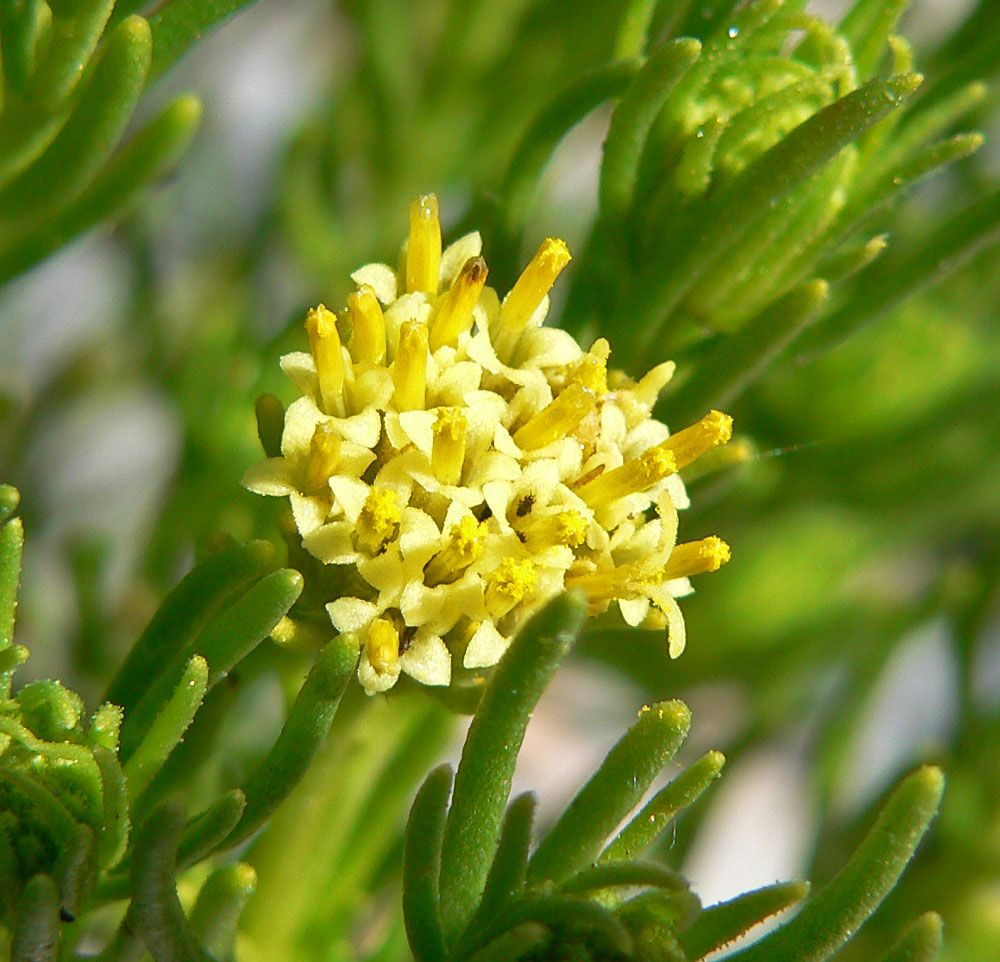
Peucephyllum schottii
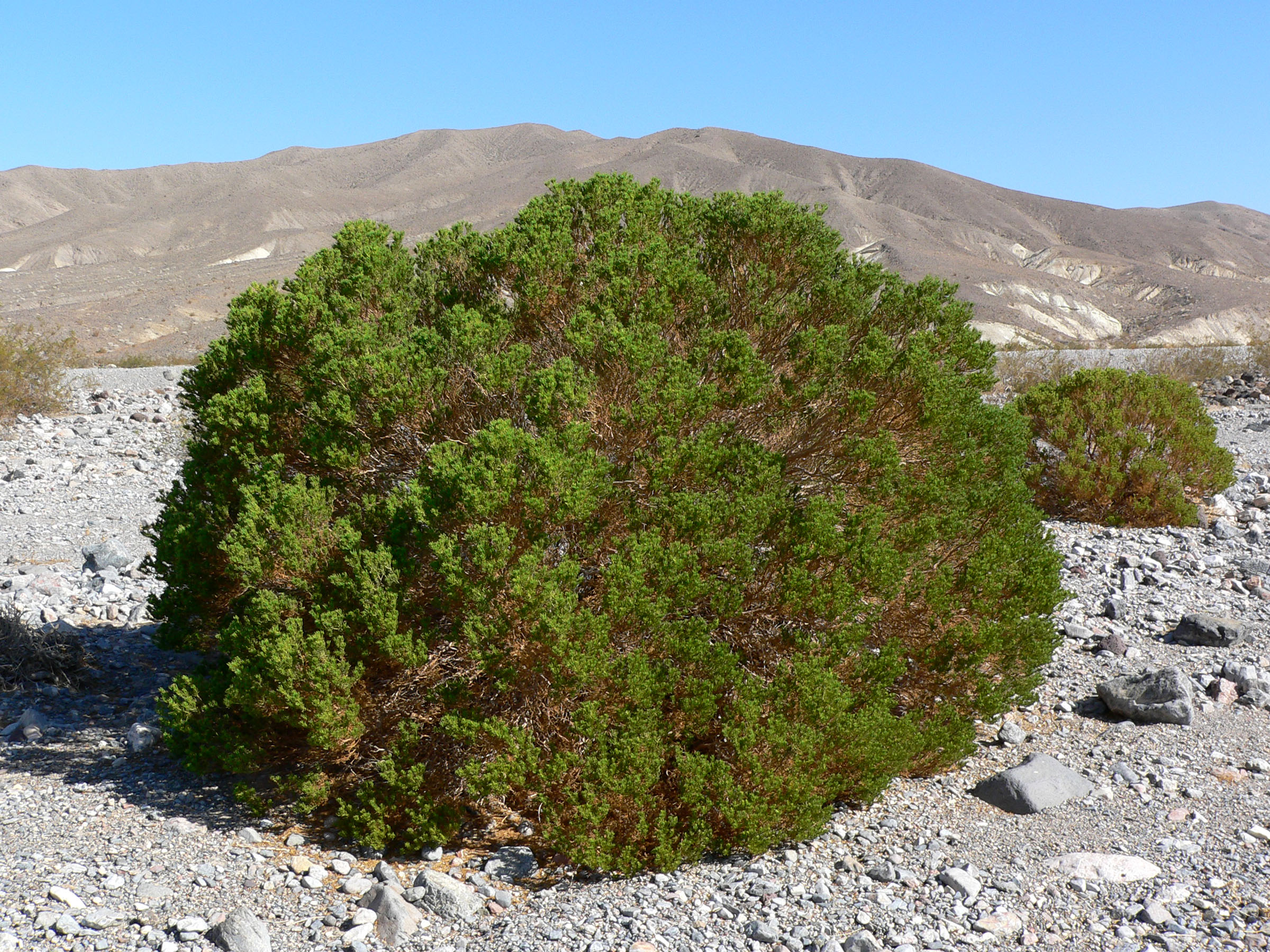
Peucephyllum schottii (habitus)
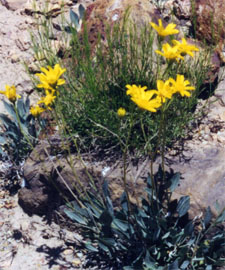
Platyschkuhria integrifolia